# Fauna Europaea
Fauna Europaea est une base de données en ligne recensant la faune européenne. Le projet a été créé par la Commission européenne, pour une période de quatre ans (du 1er mars 2000 au 1er mars 2004), lors de programmes-cadre impliquant, entre autres, la biodiversité.
Le site recense les noms scientifiques et l'aire de répartition de tous les animaux multicellulaires, terrestres et d'eau douce, d'Europe.